# قناة الجزيرة للأطفال
قناة الجزيرة للأطفال كانت قناة عربية تربوية ترفيهية موجهة إلى الأطفال وإلى الأسرة عموماً ومقرها في الدوحة، تقدم برامج متنوعة فيها المجلات التربوية والألعاب الترفيهية والرسوم المتحركة العالمية، كما أنها تقدم برامج حوارية مع الأطفال. بدأت القناة بثها يوم 9 سبتمبر 2005 على الهواء على الأقمار الصناعية، عربسات ونايلسات وهوت بيرد ويغطي بثها التلفزيوني العالم العربي ودول أوروبا، توقفت عن البث في 29 مارس 2013 وتغيّر اسمها إلى تلفزيون ج.
تحرص القناة على أن تكون مرجعاً إعلامياً تعليمياً ترفيهياً متكاملا يقدّم محتوى مفيداً ومتطوّرا وشاملا لجميع الأطفال والأسر العربية. وتقديم رؤية المؤسسة ورسالتها للأسر العربية وتقدم رؤيتها ورسالتها من خلال مجموعة مدروسة ومختارة من العلامات التجارية:
- تقدّم قناة براعم رؤية الجزيرة للأطفال ورسالتها للأسر وللفئة العمرية من عامين إلى ستة أعوام.
- يقدّم تلفزيون ج رؤية الجزيرة للأطفال ورسالتها للبنين والبنات من سبعة أعوام إلى 12 عاماً.
- تقدّم كورال سوار رؤية الجزيرة للأطفال ورسالتها عبر إتاحة الفرصة للأطفال الموهوبين من تسعة أعوام إلى 16 عاماً في العالم العربي لمساعدتهم على اكتشاف قيمة التراث الموسيقي العربي الثريّ والمتنوّع وليتمكّنوا من التعبير عن ذواتهم بتنمية مواهبهم الغنائية وصقلها.

## البرامج
الجزيرة للاطفال قدمت أكثر من 200 ساعة من الأفلام والبرامج التعليمية والترفيهية الموجهة للأطفال، وللأطفال في سن ما قبل المدرسة. يحتوي ملف المحتوى التعريفي على أفلام طويلة، ومسلسلات واقعية، ودراما حية، وبرامج وثائقية، ورسوم متحركة موجهة للأطفال، وللأطفال في سن ما قبل المدرسة.
من أشهر برامجها:
- الرحالة.
- ساحة الفنون.
- خمسة على خمسة.
- ألو مرحبا.
- مع التيار.
- الطبق الطائر.
- طريق النجاح.
- الدرب.
- برج الجرص.
- فيزياء كون.
- تيجان النور.
- اطلس الحيوانات.
- جزيرة العقارب.
- رجل الأسود.
- العالم سؤال.
- سيد بارع.
- الراوي.
- بعد التراويح.
- على الهواء.
- كلمني.
- هيئة التحرير.
- صحة وسلامة.
- طريق السلام.

وكذلك العديد من المسلسلات المخصصة للأطفال كأنا وأخوتي وتيمور.

## وصلات خارجية
- موقع قناة الجزيرة للأطفال